# Lacon quadrinodatus
Lacon quadrinodatus es una especie de escarabajo del género Lacon, tribu Agrypnini, familia Elateridae. Fue descrita científicamente por Lewis en 1894.
Se distribuye por Japóny también en Rusia después de unas investigaciones publicadas en el mes de diciembre de 2017. La especie se mantiene activa durante el mes de junio.